# Skew Peak
Skew Peak är en bergstopp i Antarktis. Den ligger i Östantarktis. Nya Zeeland gör anspråk på området. Toppen på Skew Peak är 2 535 meter över havet, eller 539 meter över den omgivande terrängen. Bredden vid basen är 8,3 km.
Terrängen runt Skew Peak är kuperad åt nordväst, men åt sydost är den bergig. Skew Peak är den högsta punkten i trakten. Trakten är obefolkad. Det finns inga samhällen i närheten. 